# Turismo in Malaysia

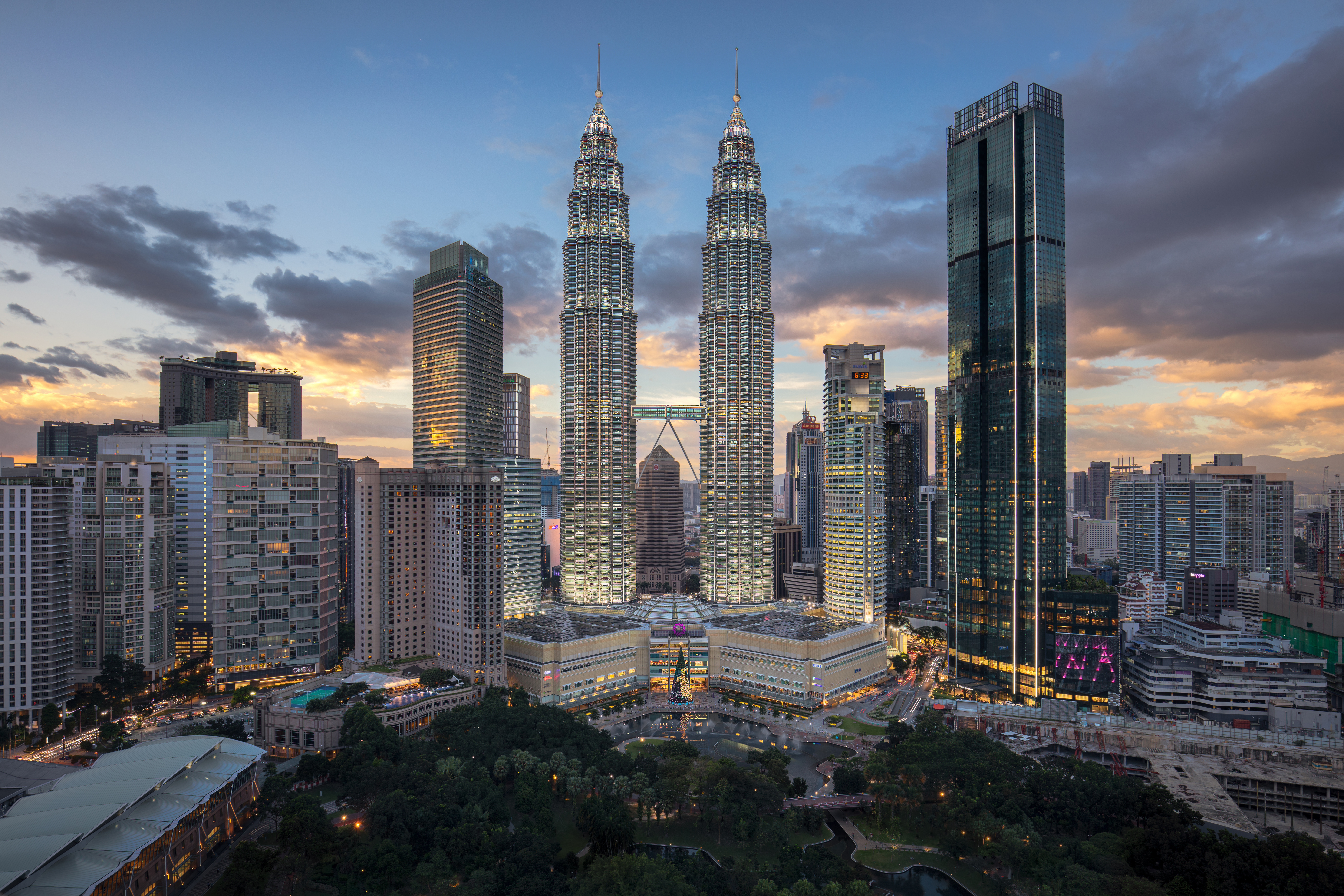
Kuala Lumpur è una delle città più visitate del mondo

Il turismo in Malaysia è un'industria importante e contribuisce all'economia malese. La Malaysia fino a qualche anno fà era al 9° posto nel mondo per arrivi turistici. Nel 2017, il Travel and Tourism Competitiveness Report ha classificato la Malesia al 26° posto su 141 paesi utilizzando il suo Travel & Tourism Competitiveness Index (TTCI), che misura i vari componenti e le politiche di un paese in atto per consentire lo sviluppo sostenibile dei suoi settori dei viaggi e del turismo.
Kuala Lumpur è una meta del turismo mondiale, e al 2019 era la 6ª città più visitata del mondo.

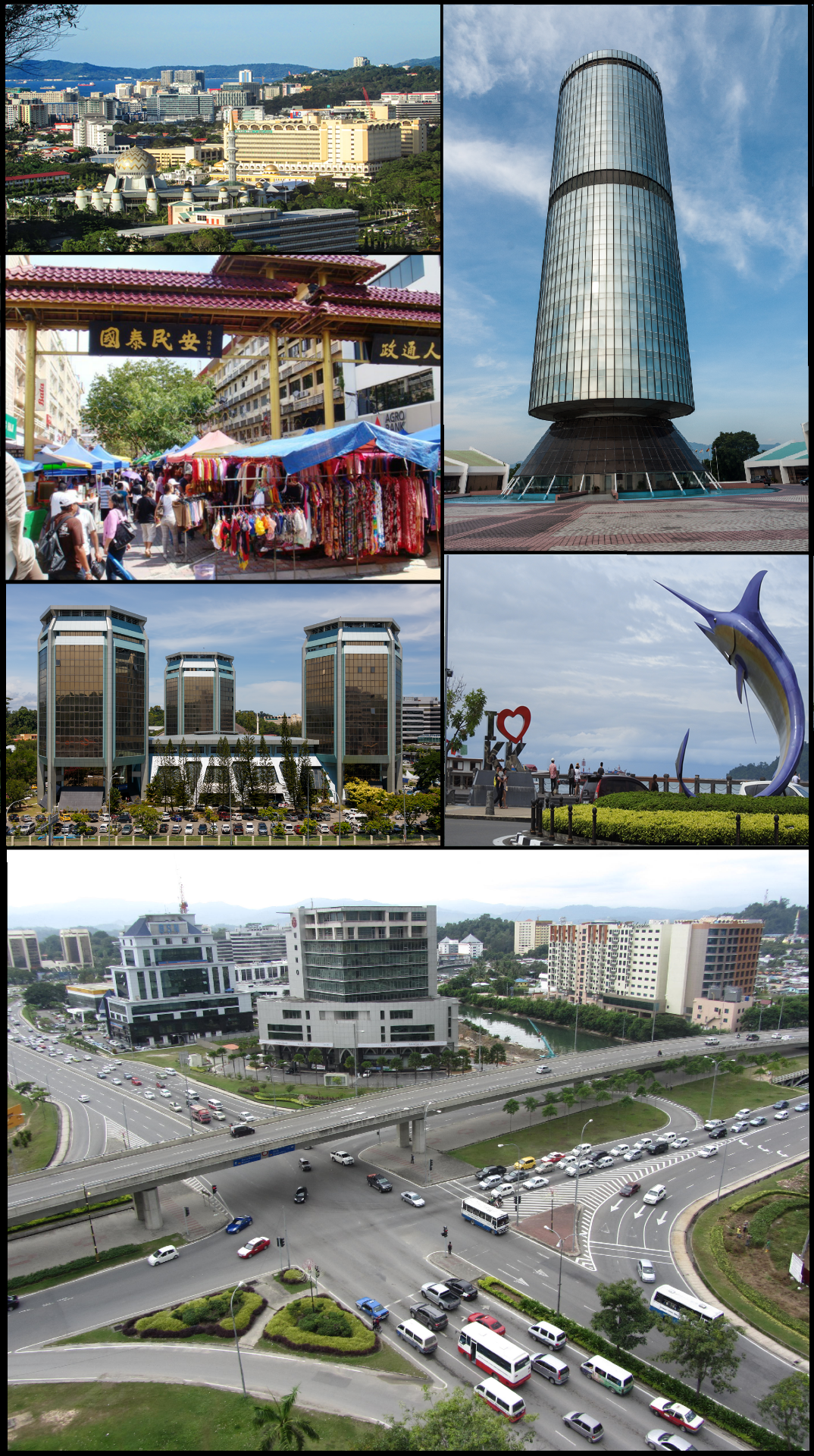
Kota Kinabalu, capitale del Sabah

 Nel tentativo di diversificare l'economia della Malaysia e ridurre la sua dipendenza dalle esportazioni, il governo ha spinto per aumentare il turismo in Malaysia. Ciò ha portato il turismo a diventare la seconda fonte di reddito in valuta estera della Malesia. Nel 2022, il turismo ha contribuito per il 14% al PIL complessivo della Malaysia.
L'agenzia governativa incaricata di promuovere il turismo in Malesia è Malaysia Tourism Promotion Board (MTPB). Il 20 maggio 1987 è stato istituito il Ministero della cultura, delle arti e del turismo (MOCAT) e il TDC è stato trasferito a questo nuovo ministero. Il TDC è esistito dal 1972 al 1992, quando è diventato il Malaysia Tourism Promotion Board (MTPB), attraverso il Malaysia Tourism Promotion Board Act del 1992.

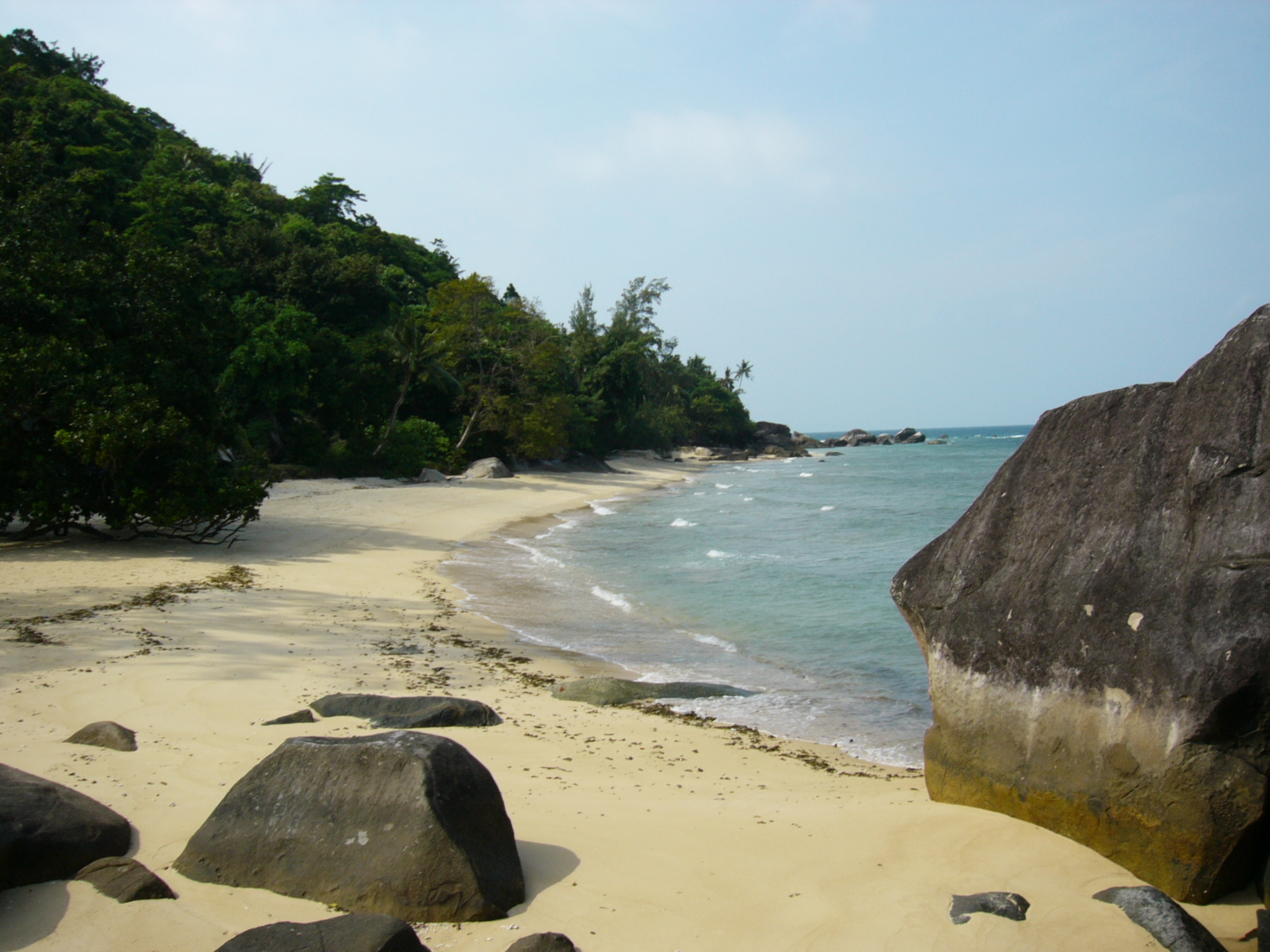
Spiaggia di Pulau Tioman

Nel 1990, la Malesia ha lanciato una campagna turistica chiamata "Fascinating Malaysia. Year of Festivals" che è stata considerata un successo e ha portato l'arrivo di 7,4 milioni di turisti. Cinque anni dopo, nel 1994, la Malesia ha lanciato un'altra campagna a tema "Fascinating Malaysia. Naturally More" che ha accolto 10,22 milioni di turisti. Nel 2007, la Malesia ha lanciato la sua campagna turistica più notevole intitolata "Malaysia Truly Asia". Questa campagna è stata lanciata in concomitanza con il 50º anno di indipendenza della Malesia ed è stata ampiamente pubblicizzata e pubblicizzata. Ha superato le aspettative ed è stata un enorme successo, con l'arrivo di 20,97 milioni di turisti. 

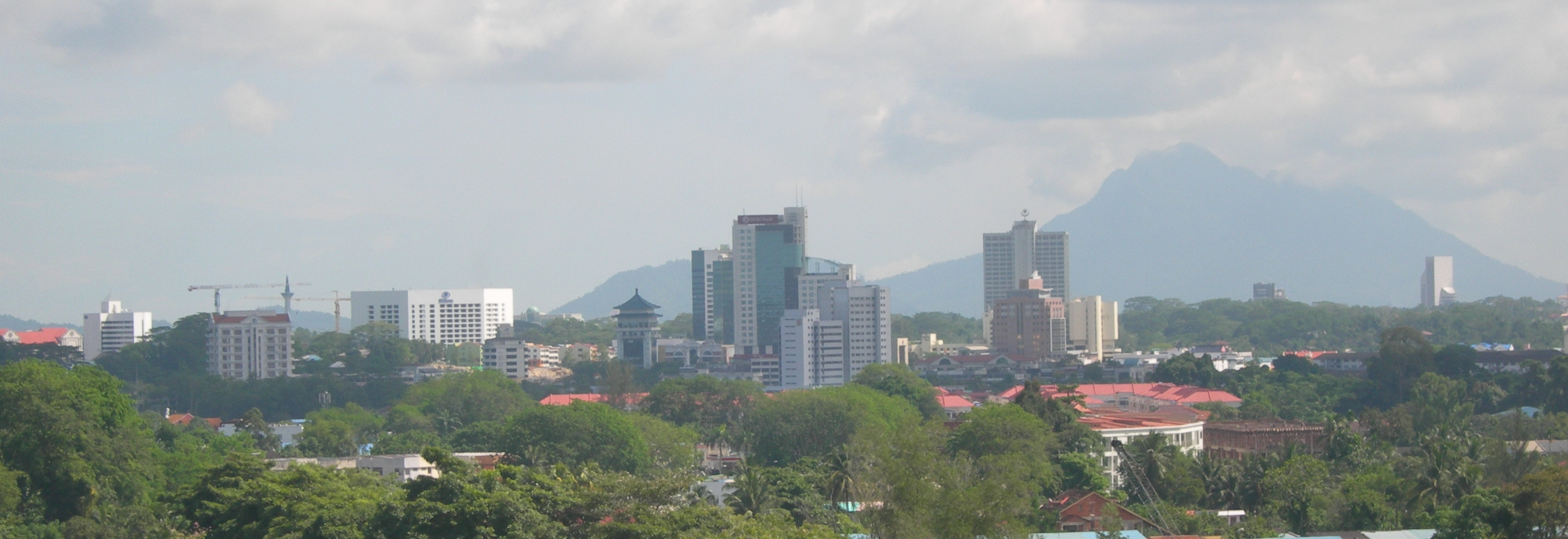
Kuching, capitale del Sarawak

Oltre la capitale Kuala Lumpur, sono da menzionare a livello turistico altre città come:
- Alor Setar – capitale di Kedah, lo stato delle risaie
- George Town – la capitale di Penang, uno dei siti patrimonio mondiale dell'UNESCO dal 7 luglio 2008.
- Ipoh – capitale di Perak, famosa per il suo cibo cinese, le miniere di stagno e le montagne e le grotte di calcare

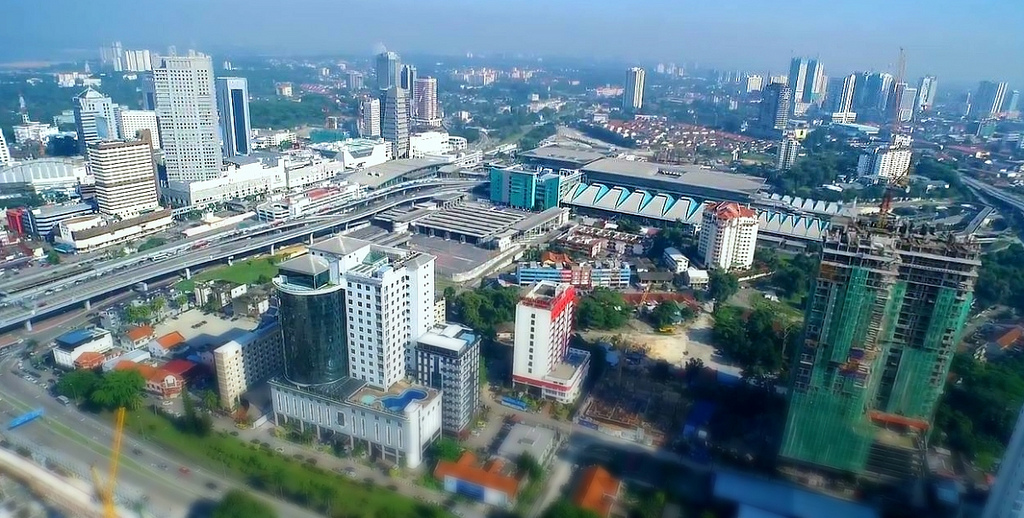
Johor Bahru, capitale del Johor

- Johor Bahru – capitale di Johor e porta di accesso a Singapore
- Kangar – capitale di Perlis e porta di accesso alla Thailandia
- Kota Kinabalu – capitale di Sabah, città più vicina al Monte Kinabalu
- Kota Bharu – capitale del Kelantan e porta di accesso alla Thailandia
- Kuala Terengganu – capitale di Terengganu, famosa per le tartarughe e le spiagge
- Kuantan – capitale di Pahang, nota per le sue numerose spiagge
- Kuching – capitale di Sarawak, la città dei gatti della Malesia

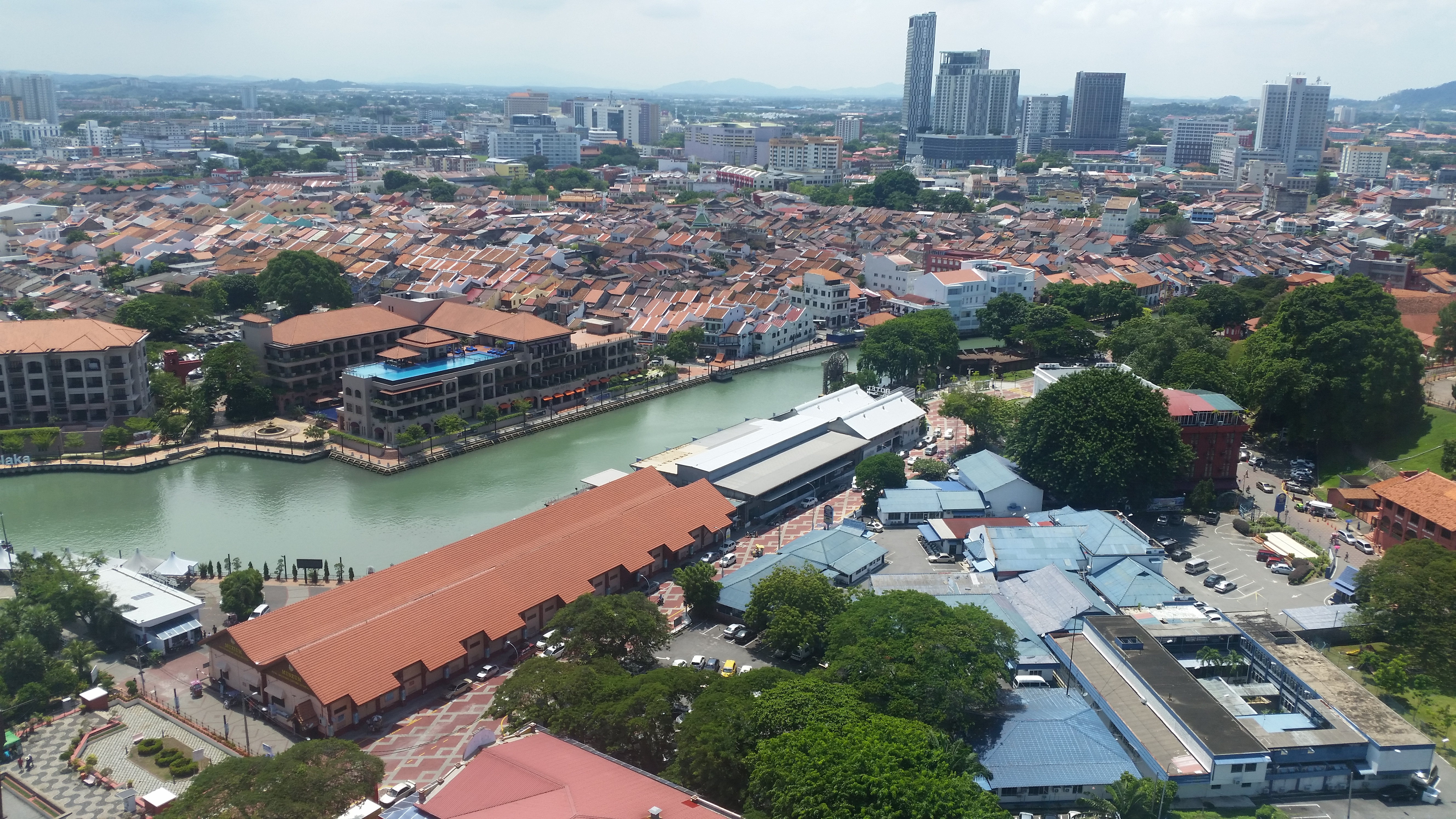
Malacca

- Malacca – una città storica della Malesia. Questo è l'altro sito culturale del patrimonio mondiale in Malesia dal 7 luglio 2008.
- Seremban – la capitale di Negeri Sembilan e le città più vicine a Port Dickson
- Putrajaya – il centro amministrativo della Malesia
- Victoria – capitale di Labuan, il centro finanziario offshore della Malesia

Il turismo medico è molto sviluppato in Malaysia, con il Malaysia Healthcare Travel Council che segnala un arrivo di 641.000 pazienti stranieri nel 2011, 728.800 nel 2012, 881.000 nel 2013 e 882.000 nel 2014. La Malaysia Healthcare Travel Council, un'agenzia governativa con lo scopo di promuovere il turismo medico, è stato lanciata nel 2009 come iniziativa del Ministero della Salute.

## Siti del Patrimonio mondiale
I patrimoni dell'umanità della Malaysia sono i siti dichiarati dall'UNESCO come patrimonio dell'umanità in Malaysia, che è divenuta parte contraente della Convenzione sul patrimonio dell'umanità il 7 dicembre 1988.
Al 2025 i siti iscritti nella Lista dei patrimoni dell'umanità sono cinque, e altrettante sono le candidature per nuove iscrizioni. I primi due siti iscritti nella lista sono stati nel 2000 il Parco nazionale di Gunung Mulu e il Parco del Kinabalu, durante la ventiquattresima sessione del comitato del patrimonio mondiale. Nel 2008 la trentaduesima sessione ha inserito nella lista il sito congiunto di Malacca e George Town, città storiche degli Stretti di Malacca. Il patrimonio archeologico della Valle di Lenggong è stato incluso nella lista nel 2012 dalla trentaseiesima sessione del comitato. Infine, l'iscrizione alla lista più recente è quella del Patrimonio archeologico del complesso di grotte del Parco nazionale di Niah, incluso nel 2024. Tre siti sono considerati culturali, secondo i criteri di selezione, e due naturali.
| Foto | Sito                                                                        | Luogo                | Tipo                              | Anno | Descrizione |
| ---- | --------------------------------------------------------------------------- | -------------------- | --------------------------------- | ---- | --- |
|      | Parco del Kinabalu                                                          | Distretto di Ranau   | Naturale (1012; ix, x)            | 2000 | Il parco del Kinabalu, nello Stato di Sabah all'estremità settentrionale dell'isola del Borneo, è dominato dal monte Kinabalu (4 095 m), la montagna più alta tra l'Himalaya e la Nuova Guinea. Ha una gamma molto ampia di habitat, dalla ricca pianura tropicale e dalla foresta pluviale collinare alla foresta tropicale di montagna, foresta subalpina e macchia sulle altitudini più elevate. È stato designato come centro per la diversità vegetale per il sud-est asiatico ed è eccezionalmente ricco di specie con esempi di flora dell'Himalaya, della Cina, dell'Australia, della Malesia e pantropicale. |
|      | Parco nazionale di Gunung Mulu                                              | Divisione di Miri    | Naturale (1013; vii, viii, ix, x) | 2000 | Importante sia per la sua elevata biodiversità che per le sue caratteristiche carsiche, il Parco nazionale di Gunung Mulu, sull'isola del Borneo nel Sarawak, è l'area carsica tropicale più studiata al mondo. Il parco di 52 864 ettari contiene diciassette zone di vegetazione, che esibiscono circa 3 500 specie di piante vascolari. Le sue specie di palma sono eccezionalmente ricche, con 109 specie in venti generi noti. Il parco è dominato dal Gunung Mulu, un pinnacolo di arenaria alto 2 377 m. Almeno 295 km di grotte esplorate offrono uno spettacolo unico e ospitano milioni di rondini delle caverne e pipistrelli. La camera di Sarawak, 600 m per 415 m e alta 80 m, è la più grande grotta conosciuta al mondo. |
|      | Malacca e George Town, città storiche degli Stretti di Malacca              | George Town, Malacca | Culturale (1223; ii, iii, iv)     | 2008 | Malacca e George Town hanno sviluppato oltre 500 anni di scambi commerciali e culturali tra Oriente e Occidente nello Stretto di Malacca. Le influenze dell'Asia e dell'Europa hanno dotato le città di uno specifico patrimonio multiculturale, tangibile e immateriale. Con i suoi edifici governativi, chiese, piazze e fortificazioni, Malacca mostra le prime fasi di questa storia che ha avuto origine nel sultanato malese del XV secolo e nei periodi portoghese e olandese a partire dall'inizio del XVI secolo. Con edifici residenziali e commerciali, George Town rappresenta l'era britannica dalla fine del XVIII secolo. Le due città costituiscono un paesaggio urbano architettonico e culturale senza eguali da nessuna parte nell'est e nel sud-est asiatico. |
|      | Patrimonio archeologico della Valle di Lenggong                             | Lenggong             | Culturale (1396; iii, iv)         | 2012 | Situata nella lussureggiante valle di Lenggong, la proprietà comprende quattro siti archeologici in due gruppi che abbracciano quasi 2 milioni di anni, uno dei più lunghi reperti dell'uomo primitivo in una singola località e il più antico al di fuori del continente africano. È dotato di siti all'aperto e grotte con laboratori di utensili paleolitici, prove della prima tecnologia. Il numero di siti rinvenuti nell'area relativamente contenuta suggerisce la presenza di una popolazione abbastanza numerosa, semi-sedentaria con resti culturali del Paleolitico, del Neolitico e dell'età dei metalli. |
|      | Patrimonio archeologico del complesso di grotte del Parco nazionale di Niah | Distretto di Miri    | Culturale (1014; iii, v)          | 2024 | Questo complesso di colossali caverne interconnesse si trova vicino alla costa occidentale dell'isola del Borneo, al centro del Parco nazionale di Niah. Contiene le registrazioni più lunghe conosciute dell'interazione umana con la foresta pluviale, che abbracciano almeno 50 000 anni, dal Pleistocene al periodo medio dell'Olocene. I ricchi depositi archeologici, le pitture rupestri e le sepolture a forma di barca rinvenute sul bordo settentrionale del massiccio illustrano la vita biologica e umana durante questo periodo e contribuiscono notevolmente alla conoscenza dello sviluppo umano, dell'adattamento e della migrazione nel Sud-est asiatico, così come in un contesto globale. Le comunità locali osservano ancora l'antica tradizione del molong - "prendi solo ciò di cui hai bisogno" - quando raccolgono il guano e i preziosi nidi di uccelli commestibili dalle grotte. |